# Paris-Roubaix 2016
Paris-Roubaix 2016 var den 114. udgave af cykelløbet Paris-Roubaix og det var den tredje af de store klassikere. Det var det tiende arrangement på UCI's World Tour-kalender i 2016 og blev arrangeret 10. april 2016.

## Hold og ryttere
| | 18 UCI World Tour-hold                                                                       |                                                                                        | 7 Wildcard |
| --- | -------------------------------------------------------------------------------------------- | -------------------------------------------------------------------------------------- | --- |
| - Ag2r-La Mondiale - Astana Pro Team - BMC Racing Team - Cannondale - Dimension Data - Etixx-Quick Step | - FDJ - Team Giant-Alpecin - IAM Cycling - Team Katusha - Lampre-Merida - Team LottoNL-Jumbo | - Lotto-Soudal - Movistar Team - Orica-GreenEDGE - Team Sky - Tinkoff - Trek-Segafredo | - Bora-Argon 18 - Cofidis - Delko-Marseille Provence KTM - Direct Énergie - Fortuneo-Vital Concept - Topsport Vlaanderen-Baloise - Wanty-Groupe Gobert |

### Danske ryttere
- Søren Kragh Andersen kørte for Team Giant-Alpecin
- Magnus Cort kørte for Orica-GreenEDGE
- Lars Bak kørte for Lotto-Soudal
- Michael Mørkøv kørte for Team Katusha

## Ruten
| #             | Sted                                  | Afstand fra start (km) | Længde (m) | Sværhedsgrad      |
| ------------- | ------------------------------------- | ---------------------- | ---------- | ----------------- |
| 27            | Troisvilles til Inchy                 | 98,5                   | 2200       | * · * · *         |
| 26            | Viesly til Quiévy                     | 105                    | 1800       | * · * · *         |
| 25            | Quiévy til Saint-Python               | 107,5                  | 3700       | * · * · * · *     |
| 24            | Saint-Python                          | 112,5                  | 1500       | * · *             |
| 23            | Vertain til Saint-Martin-sur-Écaillon | 120,5                  | 2300       | * · * · *         |
| 22            | Capelle til Ruesnes (Hameau du Buat)  | 127                    | 1700       | * · * · *         |
| 21            | Quérénaing til Maing                  | 137,5                  | 2500       | * · * · *         |
| 20            | Maing til Monchaux-sur-Écaillon       | 141                    | 1600       | * · * · *         |
| 19            | Haveluy til Wallers                   | 154                    | 2500       | * · * · * · *     |
| 18            | Arenbergskoven                        | 162                    | 2400       | * · * · * · * · * |
| 17            | Wallers til Hélesmes                  | 168                    | 1600       | * · * · *         |
| 16            | Hornaing til Wandignies               | 175                    | 3700       | * · * · * · *     |
| 15            | Warlaing til Brillon                  | 182,5                  | 2400       | * · * · *         |
| 14            | Tilloy til Sars-et-Rosières           | 186                    | 2400       | * · * · * · *     |
| 13            | Beuvry-la-Forêt til Orchies           | 192,5                  | 1400       | * · * · *         |
| 12            | Orchies                               | 197,5                  | 1700       | * · * · *         |
| 11            | Auchy-lez-Orchies til Bersée          | 203,5                  | 2700       | * · * · * · *     |
| 10            | Mons-en-Pévèle                        | 209                    | 3000       | * · * · * · * · * |
| 9             | Mérignies til Avelin                  | 215                    | 700        | * · *             |
| 8             | Pont-Thibaut til Ennevelin            | 218                    | 1400       | * · * · *         |
| 7             | Templeuve (Moulin-de-Vertain)         | 224,5                  | 500        | * · *             |
| 6             | Cysoing til Bourghelles               | 231                    | 1300       | * · * · *         |
| 6             | Bourghelles til Wannehain             | 233,5                  | 1100       | * · * · *         |
| 5             | Camphin-en-Pévèle                     | 238                    | 1800       | * · * · * · *     |
| 4             | Carrefour de l'Arbre                  | 240,5                  | 2100       | * · * · * · * · * |
| 3             | Gruson                                | 243                    | 1100       | * · *             |
| 2             | Willems til Hem                       | 249,5                  | 1400       | * · *             |
| 1             | Roubaix (Espace Crupelandt)           | 256,5                  | 300        | *                 |
| Brosten i alt | Brosten i alt                         | Brosten i alt          | 52800      |                   |

- Første del af ruten, brostenssektorer i grønt.
- Ruten mellem Saint-Quentin og Solesmes.
- Ruten mellem Solesmes og Orchies.
- Siste del af ruten mellem Orchies og Roubaix.

## Resultater
|    | Rytter               | Hold               | Tid     |
| -- | -------------------- | ------------------ | ------- |
| 1  | Mathew Hayman        | Orica-GreenEDGE    | 5:51.53 |
| 2  | Tom Boonen           | Etixx-Quick Step   | + 0     |
| 3  | Ian Stannard         | Team Sky           | + 0     |
| 4  | Sep Vanmarcke        | Team LottoNL-Jumbo | + 0     |
| 5  | Edvald Boasson Hagen | Dimension Data     | + 0     |
| 6  | Heinrich Haussler    | IAM Cycling        | + 1.00  |
| 7  | Marcel Sieberg       | Lotto-Soudal       | + 1.00  |
| 8  | Aleksejs Saramotins  | IAM Cycling        | + 1.00  |
| 9  | Imanol Erviti        | Movistar Team      | + 1.07  |
| 10 | Adrien Petit         | Direct Énergie     | + 2.20  |